# Campionatul Național de Fotbal al României 1931-1932
Sezonul 1931-1932 al Campionatului Național a fost cea de-a 20-a ediție a Campionatului de Fotbal al României, și ultima desfășurată în sistemul cu ligi regionale. În faza națională a fost programat un baraj, învingătoarea promovând în semifinale, alături de celelalte trei campioane regionale. Venus București a devenit campioană pentru a treia oară în istoria sa.

## Faza regională
În caz de egal, meciul se rejuca până se înregistra o câștigătoare. Câștigătoarele finalelor au avansat în faza națională.

### Liga de Sud
Era alcătuită din diviziile județelor/orașelor Brăila, București, Constanța, Galați, Prahova, ale căror câștigătoare s-au calificat în turneul final. Venus București a intrat direct în finală.
| Echipa 1           | Scor gen. | Echipa 2            | Tur | Retur |
| ------------------ | --------- | ------------------- | --- | ----- |
| Tricolor Ploiești  | 2 – 0     | Dacia Galați        | X   | X     |
| Victoria Constanța | 2 – 1     | Dacia Unirea Brăila | X   | X     |

| Echipa 1          | Scor gen. | Echipa 2           | Tur | Retur |
| ----------------- | --------- | ------------------ | --- | ----- |
| Tricolor Ploiești | 3 – 0     | Victoria Constanța | X   | X     |

| Echipa 1        | Scor gen. | Echipa 2          | Tur | Retur |
| --------------- | --------- | ----------------- | --- | ----- |
| Venus București | 9 – 0     | Tricolor Ploiești | X   | X     |

### Liga de Vest
Era alcătuită din diviziile județelor/regiunilor Arad, Banat, Banatul de Sud, Oltenia, Valea Jiului, ale căror câștigătoare s-au calificat în turneul final.
| Echipa 1       | Scor gen. | Echipa 2  | Tur | Retur |
| -------------- | --------- | --------- | --- | ----- |
| Vulturii Lugoj | 0 – 1     | UD Reșița | X   | X     |

| Echipa 1               | Scor gen. | Echipa 2       | Tur | Retur |
| ---------------------- | --------- | -------------- | --- | ----- |
| Gloria CFR Arad        | 3 – 0     | Minerul Lupeni | X   | X     |
| Rovina Grivița Craiova | 3 – 4     | UD Reșița      | X   | X     |

| Echipa 1  | Scor gen. | Echipa 2        | Tur | Retur |
| --------- | --------- | --------------- | --- | ----- |
| UD Reșița | 5 – 2     | Gloria CFR Arad | X   | X     |

### Liga de Nord
Era alcătuită din diviziile orașelor/regiunilor Cluj, Maramureș, Oradea, ale căror câștigătoare s-au calificat în turneul final.
| Echipa 1          | Scor gen. | Echipa 2       | Tur   | Retur |
| ----------------- | --------- | -------------- | ----- | ----- |
| Olimpia Satu Mare | 3 – 5     | Crișana Oradea | 2 – 2 | 1 – 3 |

| Echipa 1       | Scor gen. | Echipa 2           | Tur | Retur |
| -------------- | --------- | ------------------ | --- | ----- |
| Crișana Oradea | 2 – 1     | Universitatea Cluj | X   | X     |

### Liga de Centru
Era alcătuită din diviziile orașelor/județelor Brașov, Mureș, Sibiu, Sighișoara, ale căror câștigătoare s-au calificat în turneul final.
| Echipa 1            | Scor gen.  | Echipa 2                               | Tur | Retur |
| ------------------- | ---------- | -------------------------------------- | --- | ----- |
| Mureșul Târgu Mureș | 5 – 0      | IAR Brașov                             | X   | X     |
| Șoimii Sibiu        | Necunoscut | Câștigătoare necunoscută a Sighișoarei | X   | X     |

| Echipa 1     | Scor gen. | Echipa 2            | Tur | Retur |
| ------------ | --------- | ------------------- | --- | ----- |
| Șoimii Sibiu | 1 – 3     | Mureșul Târgu Mureș | X   | X     |

### Liga de Est
Era alcătuită din diviziile orașelor Cernăuți și Iași, ale căror câștigătoare s-au calificat în turneul final.
| Echipa 1       | Scor gen. | Echipa 2         | Tur | Retur |
| -------------- | --------- | ---------------- | --- | ----- |
| Concordia Iași | 1 – 2     | Maccabi Cernăuți | X   | X     |

## Faza națională

### Baraj
| 5 iunie 1932 | Mureșul Târgu Mureș | 2 – 0 | Crișana Oradea |  |
| 5 iunie 1932 |                     |       |                |  |

### Semifinale
| 19 iunie 1932 | Venus București | 5 – 0 | Maccabi Cernăuți | Stadionul Venus, București |
| 19 iunie 1932 |                 |       |                  | Stadionul Venus, București |

| 26 iunie 1932 | UD Reșița | 8 – 2 | Mureșul Târgu Mureș | Reșița |
| 26 iunie 1932 |           |       |                     | Reșița |

### Finala
| 10 iulie 1932 | Venus București                       | 3 – 0 | UD Reșița | Stadionul Venus, București Arbitru: Teofil Morariu (Oradea) |
| 10 iulie 1932 | Motoroi 11' C.Vâlcov 61' V.Vâlcov 76' |       |           | Stadionul Venus, București Arbitru: Teofil Morariu (Oradea) |

| Câștigătorii Campionatului Național ediția 1931/1932 |
| ---------------------------------------------------- |
| Venus București Al 3-lea Titlu                       |